# Betye Saar
Betye Irene Saar (Los Angeles, 30 de juliol del 1926) és una artista visual afroamericana que desenvolupà el seu art amb l'assemblatge. Saar és considerada "una llegenda" dins del món de l'art contemporani. Formà part del Black Arts Movement en la dècada del 1970, corrent que creà mites i estereotips sobre l'ètnia i la feminitat. El treball de Betye Saar és considerat altament polític ja que, al llarg de la seua carrera, criticà el racisme estatunidenc cap a les persones negres i desafià les idees negatives que els van ser atribuïdes. Està representada per la galeria Roberts Projects, a Los Angeles.

## Vida personal
Betye Saar nasqué el 30 de juliol del 1926 a Los Angeles, Califòrnia, i el seu nom de naixement era Betye Irene Brown. Els seus pares, Jefferson Maze Brown i Beatrice Lillian Parson, estudiaren en la Universitat de Califòrnia a Los Angeles, on es van conéixer. Saar, després de la mort del seu pare al 1931, es va mudar, al costat de sa mare, germà i germana, a casa de la seua àvia paterna, Irene Hannah Maze, al veïnat de Watts, a Los Angeles. Més tard, la família es traslladà a Pasadena, Califòrnia, per a viure amb la bestia materna de Saar, Hatte Parson Keys, i el seu espòs Robert E. Keys. Durant la seua infantesa, Saar creà, reparar i col·leccionà diversos objectes efímers. La seua educació universitària començà amb classes d'art en el Pasadena City College i continuà en la Universitat de Califòrnia a Los Angeles després de rebre un premi que li finançava la matrícula. El 1947, Saar obtingué la llicenciatura en la carrera de disseny. Posteriorment, es graduà en la Universitat Estatal de Califòrnia, Long Beach, la Universitat del Sud de Califòrnia, la Universitat Estatal de Califòrnia, Northridge i l'American Film Institute. Durant el seu període en l'escola de postgrau, es casà amb Richard Saar i tingueren tres filles: Tracye, Alison i Lezley Saar.

## Carrera artística

### Treball primerenc
Saar començà la seua vida adulta com a treballadora social, i més tard va seguir la seua passió per l'art. Començà l'educació de postgrau al 1958, al principi encaminada cap a una carrera d'ensenyament de disseny. Una classe de gravat, però, li canvià la direcció dels interessos artístics. Va descriure el gravat com el seu "pas del disseny a les belles arts".
Des dels primers treballs, Saar recollia imatges amb temàtica racista, i ho va continuar al llarg de la seua carrera. Una exposició del 1967 de l'escultor d'objectes trobats Joseph Cornell, la inspirà per a crear els seus assemblatges. També rebé molta influència de les Torres Watts de Simon Rodia, perquè fou testimoni de la seua construcció. Saar va dir que estava "fascinada pels materials que Simon Rodia utilitzava, els plats trencats, les petxines marines, les eines oxidades, fins i tot les panotxes de dacsa, tot això premsat contra el ciment per a crear els capitells. Per a mi, eren màgics".
Més endavant, creà obres que consistien en objectes trobats disposats dins de caixes o finestres, amb elements provinents de cultures diferents, per a així poder reflectir la seua ascendència mixta: afroamericana, irlandesa i nadiua americana.

### Rebuig del feminisme blanc i recuperació del cos femení negre
Saar fou criada per la seva bestia Hattie, que va influir en la seua identitat com a dona negra. Saar la descrigué com una dona amb dignitat i aplom, fet que marcà la seua representació del cos femení negre. Aquest impacte és evident en un treball del 1972 que Saar li dedicà, titulat Record For Hattie (Registre per a Hattie). El rebuig que Saar professava cap al feminisme blanc l'empenyé en un principi a un enfocament artístic cap a l'home negre, però en la dècada del 1970 canvià cap al cos femení negre. Record For Hattie és un assemblatge de mitjans mixtos fet d'una antiga caixa de joies. A la part interior de la tapa del joier, hi ha un espill de mà el vidre trencat de la qual conté una imatge descolorida d'una dona que representa la seua bestia Hattie. L'espill està envoltat per diversos materials tèxtils de color rosa, cosits al costat d'un penjoll que té una lluna creixent i una estrella roja sobre un fons blanc. Durant la dècada del 1970, Saar va respondre al racisme, al fetitxisme i a l'erotizació del cos femení negre reclamant el cos femení negre. L'obra de Saar es va resistir a l'estil artístic del primitivisme i al moviment feminista blanc que es negava a abordar el racisme. El treball de Saar és la convergència de l'espiritualitat i el misticisme, del poder negre i el feminisme, com es veu en Black Girl's Window (La Finestra de la Noia Negra) del 1969. Aquest treball és una peça d'assemblatge feta d'una finestra antiga, on hi ha la silueta pintada d'una nena pressionant la cara i les mans contra el vidre. Sobre el seu cap hi ha nou finestretes, disposades de tres en tres, que mostren símbols i imatges, com ara llunes i estrelles, un llop udolant, un esquelet esbossat, una àliga amb la paraula "amor" al pit i un ferrotip amb la imatge d'una dona.
En la dècada del 1960, Saar començà a recopilar imatges d'Aunt Jemima (La tia Jemima), l'Oncle Tom, Little Black Sambo i altres figures estereotipades afroamericanes de la cultura popular i la publicitat de l'època de les lleis Jim Crow. Les incorporà a collages i assemblatges, i les transformà declaracions de protesta sociopolítica. The Liberation of Aunt Jemima (L'alliberament de la tia Jemima) és una de les seues obres més notables d'aquesta etapa. En l'assemblatge de tècnica mixta, Saar utilitza la figura estereotipada de la Mammy, associada a la tia Jemima, per a subvertir les nocions tradicionals d'ètnia i gènere. "És com si abolissen l'esclavitud, però mantinguessen la gent negra en la cuina com flascons de mammy", comentà Saar sobre el que la dugué a crear aquesta peça. "Jo volia posar-li al personatge un rifle i una granada sota les faldilles. Volia apoderar-la. Volia fer-la una guerrillera. Volia que la gent sabés que els negres no continuarien esclavitzats per això".
L'assemblatge de Saar és dins un marc de la grandària d'una capsa de sabates, arrebossat amb anuncis de la Tia Jemima. A dins hi ha una caricaturesca escultura de la Tia Jemima que duu a la faldilla un bloc de notes amb una postal d'una mammy amb un bebé blanc. L'escultura sosté a les mans una granera i un rifle, amb la qual cosa subverteix l'estereotip de criada feliç per mitjà d'un alter ego militant. Un gran puny tancat —que recorda el símbol del poder negre— està pegat al damunt, ocultant parcialment la fotografia de la mammy de la postal, reconeixent d'aquesta manera els mitjans agressius i radicals utilitzats pels activistes afroamericans de la dècada dels 1970 per a lluitar pels seus drets. La Tia Jemima és alliberada per la transformació d'una caricatura domèstica racista en una imatge del poder negre.

### Assemblatge i instal·lació
L'hàbit de Saar de recórrer mercats de puces i vendes d'encants la connectà amb molts estereotips ètnics i degradants representacions de la gent negra que es troben en objectes de cultura comercial i consum estatunidenc —com ara anuncis, màrqueting i jocs. Tres anys més tard, va crear una sèrie de més de vint peces que, segons ella mateixa, "van explotar el mite" de tals imatges, començant amb el seu retrat de la Tia Jemima. En la dècada dels 1970, Saar explorà objectes rituals i tribals d'Àfrica, així com elements de les tradicions populars afroamericanes. Això la dugué a produir assemblatges dins de caixes on combinava fetitxes tribals xamànics i objectes i imatges destinats a evocar la màgia i la mística. Quan la seua bestia va morir al 1974, Saar, amb alguns records familiars, realitzà una sèrie d'assemblatges, més íntims i personals, que encloïen records nostàlgics de la vida de la seua bestia, com ara velles fotografies, cartes, medallons, flors seques i mocadors dins de caixes com un santuari, per a suggerir la memòria, la pèrdua i el pas del temps. Això esdevingué un cos de treball al qual es referia com la seua "sèrie nostàlgica".
El 1977, Saar creà una peça anomenada Spirit Catcher (Caçador d'esperits). És com un objecte artesà tradicional utilitzat en rituals, però inventat per ella. Saar afirma que, encara que l'objecte no té un origen autèntic, té qualitats màgiques. Està fet d'ossos i palla. A la part superior, hi ha un espill que podria ser interpretat com un mal d'ull contra el racisme.
A principis dels 1980, Saar feia classes a Los Angeles en la UCLA i en l'Otis Art Institute. Per aquesta època el seu treball arribà a escales més grans —de la grandària d'habitacions— i creà instal·lacions site-specific, que incloïen altars —a manera de santuaris— que exploraven la relació entre la tecnologia i l'espiritualitat, i incorporaven els seus interessos pel misticisme i el vodú. Barrejant xips d'ordinador i amulets i encanteris místics, aquestes construccions monumentals suggerien la necessitat d'una aliança entre tots dos sistemes de coneixement: el tècnic i l'espiritual.
Saar continua vivint i treballant a Los Angeles, sobretot en l'escultura amb objectes trobats. Ha estat guardonada amb doctorats honorífics pel California College of Arts and Crafts, l'Institut de les Arts de Califòrnia, el Col·legi d'Art Massachusetts, l'Otis College of Art and Design i l'Institut d'Art San Francisco.
Al 2016, Saar celebrà la seua trajectòria amb un parell de festes i una exposició de nous treballs a la Galeria Roberts and Tilton.

#### L'Alliberament de la Tia Jemima
The Liberation of Aunt Jemima (L'alliberament de la tia Jemima), obra de Betye Saar del 1972, s'inspirà en una bijuteria que trobà sobre aquest personatge. Tot i que aparenta ser una pintura, és un conjunt tridimensional de tècnica mixta, de 29,8 cm x 20 cm x 6,9 cm. La revista Blacks in Higher Education afirma que "la seua pintura oferia una detallada història de l'experiència negra a Amèrica". Saar mostra la Tia Jemima exagerada en tots els sentits mitjançant estereotips: duu un gran vestit, de color llampant, amb un brillant tocat de quadres. La seua pell és literalment negra, els ulls grossos li sobreïxen del rostre. Els llavis, ressaltats amb color vermell, són boteruts. És l'estereotip d'una dona negra. A més, sosté una granera a la mà —mostrant que només serveix per a netejar— i està parada sobre brins de cotó —que representen l'esclavitud. Sobre aquesta obra, The Woman's Art Journal va dir: "Artistes afroamericans tan diversos com Betye Saar, reclamen i exploren la seua identitat. ‘No és prou bo’, però ‘és prou bo per a servir’".
En "Influències", article del 2016 per a la revista Frieze, Saar explica algunes de les seues eleccions artístiques en la peça: "Vaig trobar una petita figura de mammy de la tia Jemima, una caricatura d'una esclava negra com les que més tard s'usaren per a promocionar creps. Tenia una granera en una mà i, en l'altra, un rifle que li vaig posar. Davant d'ella vaig posar una petita postal d'una mammy amb un xiquet mulat, que era una altra manera amb què les dones negres eren explotades durant l'esclavitud. Vaig emprar aquesta imatge despectiva per a apoderar la dona negra fent-la revolucionària, com si s'estigués rebel·lant contra la seua passada esclavitud".
En el llibre Parodise of Ownership de Richard Schur, aquest afirma que "Saar feu ús de la imatge de la Tia Jemima per a promoure el nacionalisme cultural durant les dècades del 1960 i 1970 […] volia corregir la injustícia comesa per més de cent anys de publicitat estereotipada, i plasma la Tia Jemima en poses reptadores, enutjades i rebels". Vol donar suport a la independència política i trencar els estereotips usats per a descriure les dones negres. Al principi, l'obra s'inspirà en l'assassinat de Martin Luther King Jr.
En The Women's Art Journal Betye Saar: Extending the Frozen Monument, James Cristen Steward afirma: "Contra el fons de l'envàs de creps hi ha un somrient 'Mammy' d'ulls grossos, amb una granera en una mà i un rifle en l'altra. En primer pla, una altra antiga caricatura d'una alegre i coqueta Mammy, amb un xiquet blanc sota el braç i recolzat contra la cotilla de rellotge d'arena, simplement permet que les imatges despectives parlen per si mateixes". La granera simbolitza la domesticitat a la qual les dones negres foren forçades, confinant-les en llocs específics. La perspectiva que els blancs tenien de les dones negres era que elles només eren bones per a servir de criades. Saar retrata dues representacions de dones negres, com els estereotips les retraten a elles: desfeminitzant-les i desexualitzant-les. La intenció de Saar de refer l'estereotip de la mammy sostenint un rifle era simbolitzar que les dones negres són fortes i poden suportar qualsevol cosa: una representació d'una lluitadora. Saar ha declarat que "el raonament darrere d'aquesta decisió era apoderar les dones negres i no permetre que els prejudicis d'una persona blanca determine com una dona negra ha de veure's a si mateixa".
Quan mires més de prop l'obra de Saar, perceps addicions ocultes que no es veuen a colp d'ull. El retrat de davant representa les dones negres i el seu poder. Ella està dempeus, confiada i feliç, sostenint un nadó blanc. Sembla que ella usa una faldilla fosca, però en mirar-la de més de prop es pot veure que la dona no porta una faldilla sinó el seu orgull. Està dempeus darrere d'una mà negra en forma de puny que representa el poder negre. A més, Saar està encoratjant les dones negres a ser fortes, belles, i a no deixar que el menyspreu blanc les defineixi.

## Activisme polític
A finals de la dècada del 1960, se centrà en el moviment pels drets civils i en els temes ètnics. Artistes negres com Faith Ringgold, Betye Saar, Adrian Piper, Howardena Pindell i Barbara Chase-Riboud exploraren les identitats afroamericanes i rebutjaren el racisme en el món de l'art, alhora que se sentien atretes per la causa de l'alliberament de les dones.
En el seu recorregut per comunitats artístiques i activistes -des del nacionalisme negre, el feminisme negre i el donisme-, Saar mantingué un "mòbil d'identitat" que li permeté interactuar lliurement amb cada grup. El 1970 es reuní amb altres artistes negres en la Galeria 32 de Suzanne Jackson. L'exposició col·lectiva que en resultà es va titular Sapphire (You'veu Come a Long Way, Baby), Sapphire (Has recorregut un llarg camí, nena) i fou la primera exposició contemporània de dones afroamericanes a Califòrnia: hi havia l'aquarel·lista Sue Irons, la gravadora Yvonne Col·le Meo, la pintora Suzanne Jackson, l'artista pop Eileen Abdulrashid, Gloria Bohanon i Saar.
En una entrevista del 2015 realitzada per l'escriptora Shelley Leopold, quan li preguntà sobre la política que hi havia darrere del seu art, Saar digué: "No sé de quina manera la política pot ser evitada. Si vosté és un xic negre, sos pares estaran terroritzats per si l'arresten; si ix amb un amic, els consideraran una colla? Aquest és el tipus de por al qual cal parar esment. No és agradable viure als Estats Units. Vaig nàixer a Los Angeles i vaig ser criada per pares de classe mitjana, per la qual cosa mai no haguí de patir una situació tan tibant. La meua iaia vivia a Watts i el lloc encara és molt pobre. Les persones simplement fan el millor que poden".

### Campanya de cartes
A finals dels 1990, Saar era crítica amb l'art de Kara Walker: havia fet obres que, segons alguns acadèmics, exhibien "la dimensió psicològica dels estereotips i l'obscenitat de l'inconscient racista americà". Algunes obres controvertides obres de Walker eren Gone, An Historical Romanç of a Civil War as it Occurred Between the Dusky Thighs of One Young Negress and Her Heart (1994) i The End of Uncle Tom and Grand Allegorical Tableau of Eva in Heaven (1995). Les seues imatges impactants, segons els seus seguidors, desafiaven les imatges racistes i estereotipades dels afroamericans en oferir imatges dures de la seua degradació. Altres crítics, en canvi, com Saar i Howardena Pindell, no estaven d'acord amb el punt de vista de Walker i creien que l'artista reforçava el racisme i els estereotips racistes de la vida afroamericana. En una entrevista en la ràdio NPR, Saar "considerava que el treball de Kara Walker era repugnant i negatiu, i una forma de traïció als esclaus —en concret a les dones i als xiquets—; i que servia sobretot per a la inversió i diversió del statu quo de l'art blanc". La diferència d'edat entre Kara Walker i Saar i els seus coetanis podria explicar les reaccions d'aquests crítics, més antics, a l'obra de l'artista. Quan al 1997 Walker rebé el "Premi Genius" de la Fundació John D. i Catherine T. MacArthur, Saar envià cartes a persones del món de l'art, protestant per aquest reconeixement i demanat: "Els afroamericans estan sent traïts sota la disfressa de l'art?".

## Exposicions seleccionades
- 2019 LACMA, Los Angeles, CA[33][34]
- 2019 Museum of Modern Art, Nova York, NY
- 2019 Nova York Historical Society, Nova York, NY
- 2017 Craft and Folk Art Museum (ara Craft Contemporary), Los Angeles
- 2016 Roberts & Tilton, Culver City, Califòrnia
- 2016 Fondazione Prada, Milà Itàlia
- 2016 Scottsdale Museum of Contemporary Art, Scottsdale, Arizona
- 2014 Roberts & Tilton, Culver City, Califòrnia
- 2006 Crocker Art Museum, Sagrament, Califòrnia
- 2005 University of Michigan Museum of Art, Ann Arbor, Michigan[35]
- 2002 Merrill Lynch & Co., Inc., Princeton, Nova Jersey
- 2000 Savannah College of Art & Design, Savannah, Galeria Geòrgia & Michael Rosenfeld, Nova York, Nova York.
- 1999 University of New Mexico Art Museum, University of New Mexico, Albuquerque, Nou Mèxic i Anderson Ranch Art Center, Snowmass, Colorado i The Detroit Institute of Arts, Detroit.
- 1998 Galeria Michael Rosenfeld, Nova York, Nova York i Galeria Jan Baum, Los Angeles, Califòrnia i Califòrnia African-American Museum, Los Angeles, Califòrnia.
- 1997 Tacoma Art Museum, Tacoma, Washington.
- 1996 Des Moines Art Center, Des Moines, Iowa i The Palmer Museum of Art, Penn State College, Pennsylvania i de Saisset Museum, Santa Clara, Califòrnia i Joslyn Art Museum, Omaha, Nebraska.
- 1994 Santa Monica Museum of Art, Santa Monica, Califòrnia.
- 1993 Fresno Art Museum, Fresno, Califòrnia.
- 1992 The Ritual Journey (El viatge ritual). Galeria Joseloff, University of Hartford, Connecticut.
- 1991 Galeria Objects, Chicago, Illinois.
- 1990 Museu d'Art Contemporani, Los Angeles, Califòrnia.
- 1989 City Gallery Wellington, Wellington, Nova Zelanda i Art space, Auckland, Nova Zelanda
- 1988 Taichung Museum of Art, Taichung, Taiwan.
- 1987 Pennsylvania Academy of the Fine Arts, Filadèlfia, Pennsilvània i l'Institut de Tecnologia de Massachusetts, Cambridge, Massachusetts.
- 1984 Califòrnia, Los Angeles, Califòrnia i Geòrgia State University Art Gallery, Atlanta, Geòrgia.
- 1983 Women's Art Movement, Adelaide, Austràlia i Canberra School of Art, Canberra Connecticut, Austràlia.
- 1982 Galeria Quay, San Francisco, Califòrnia.
- 1981 Galeria Baum-Silverman, Los Angeles, Califòrnia i Galeria Monique Knowlton, Nova York, Nova York.
- 1980 Studio Museum in Harlem, Nova York, Nova York.
- 1979 Galeria Baum-Silverman, Los Angeles, Califòrnia.
- 1977 Galeria Baun-Silverman, Los Angeles, Califòrnia i Museu d'Art Modern de San Francisco, San Francisco, Califòrnia.
- 1976 Wadsworth Atheneum, Hartford, Connecticut i Galeria Monique Knowlton, Nova York, Nova York.
- 1975 Museu Whitney d'Art Estatunidenc, Nova York, Nova York.
- 1973 Universitat Estatal de Califòrnia, Los Angeles, Califòrnia.

## Premis i honors
- 2014 Medalla Edward MacDowell.[36]
- 1997 Premi The Visual Artists, Fundació Flintridge, Pasadena, Califòrnia.
- 1995 Doctorats honoraris: Institut de les Arts de Califòrnia i Massachusetts College of Art.
- Premi a l'Artista Distingit 1993, Fresno Art Museum.
- 1992 Premi James Van Der Zee, Workshop Brandywine, Filadèlfia, Pennsilvània.
- 1992 Doctorats honoraris: Otis College of Art and Design i San Francisco Art Institute.
- 1991 Fundació John Simon Guggenheim Memorial.[37]
- 1991 Doctorat Honoris causa: Califòrnia College of the Arts.
- 1990 Fons J. Paul Getty per a la Beca d'Arts Visuals.
- 1990 22è Premi Anual a l'Artista, The Studio Museum en Harlem, Nova York.
- 1984 i 1974 Beca per a artistes National Endowment for the Arts.

## Obres en col·leccions
- Museu d'Art de Boca Raton, Boca Raton, Florida.
- Getty Research Institute, Los Angeles, Califòrnia.[38]
- Herbert F. Johnson Museum of Art, Universitat de Cornell, Ithaca, Nova York.
- High Museum of Art, Atlanta, Geòrgia.
- Museu Hirshhorn i Jardí d'Escultures, Institut Smithsoniano, DC.
- Kresge Art Museum State University, East Lansing, Míchigan.
- Museu d'Art del Comtat de Los Angeles, Los Angeles, Califòrnia.
- Institut d'Art de Minneapolis, Minneapolis, Minnesota.
- Montclair Art Museum, Montclair, Nova Jersey.
- Museu de Belles Arts, Boston, Massachusetts.
- Munson-Williams-Proctor Institute, Museum of Art, Utica, Nova York.
- Museu Smithsoniano d'Art Americà, Washington, DC.
- Museu Metropolità d'Art, Nova York, Nova York.
- Museu d'Art Contemporani de Los Angeles, Los Angeles, Califòrnia.
- Nova Jersey State Museum, Newark, Nova Jersey.
- Museu d'Art de Newark, Newark, Nova Jersey.
- Oakland Museum of Califòrnia, Oakland, Califòrnia.
- Palmer Museum of Art, Universitat Estatal de Pennsilvània, University Park, Pennsilvània.
- Pennsylvania Academy of the Fine Arts, Filadèlfia, Pennsilvània.
- Museu d'Art de Filadèlfia, Filadèlfia, Pennsilvània.
- Museu d'Art Modern de San Francisco, San Francisco, Califòrnia.
- Smith College Museum of Art, Northampton, Massachusetts.
- The Studio Museum en Harlem, Nova York, Nova York.
- Tacoma Art Museum, Tacoma, Washington.
- Universitat de Califòrnia, Berkeley Art Museum, Berkeley, Califòrnia.
- Universitat de Massachusetts, Herter Art Gallery, Amherst, Massachusetts.
- Walker Art Center, Minneapolis, Minnesota.
- Museu Whitney d'Art Estatunidenc, Nova York, Nova York.